# マンタス・カルニエティス
マンタス・カルニエティス（Mantas Kalnietis、1986年9月6日 - ）は、リトアニアのプロ・バスケットボール選手。現在はLKLのBCジャルギリス所属。ポイントガードを得意とするがシューティングガードもできる。

## 経歴
カウナスのヴィータウタス・マグヌス大学ギムナジウムで学ぶ。ジャルギリス・アルヴィーダス・サボニス・スクールに2年半所属。2009年、ヴィータウタス・マグヌス大学 (VDU) 経済・経営学部卒業。2009年8月7日、ミンダイレ・ブトケヴィチューテと結婚。現在は2児の父。

### プロ・バスケットボール選手
2006年2月、BCジャルギリス（カウナス）でプロデビュー。2006年バスケットボール世界選手権でリトアニア代表に選出された。2010年12月末、BCジャルギリスとの契約を3年延長した。2012年10月5日、ロシアのロコモティフ・クバンと3年契約。
2015年7月17日、BCジャルギリスと1年契約。2016年1月、オリンピア・ミラノと1年半の契約を結んだ。
2023年1月、引退を表明。1月29日のジャルギリス対ヨナヴァCBet戦で引退した。